# Marius e Jeannette
Marius e Jeannette è un film del 1997, diretto da Robert Guédiguian.
È stato presentato nella sezione Un Certain Regard al 50º Festival di Cannes.

## Trama
Un "racconto dell'Estaque", quartiere povero di Marsiglia. Marius è il guardiano di un cementificio abbandonato (ha ottenuto il posto fingendosi zoppo); Jeannette è una giovane donna, già abbandonata da due uomini (che le hanno lasciato però due figli), che fa la cassiera in un supermercato ma perde il posto nel tentativo di difendere i propri diritti.
I due si conoscono quando Jeannette va a rubare nel cementificio due barili di vernice, che ormai non servono più a niente e a nessuno, per ridipingere la propria casa. Dapprima Marius minaccia di farla arrestare, poi è lui stesso, pentito, a portarle a casa i barili. A poco a poco Marius e Jeannette si innamorano, intraprendendo una semi-convivenza, e trascorrono molto tempo anche in compagnia dei vicini di cortile: la "pasionaria" Monique con il marito Dédé (a cui la donna rimprovera in continuazione di avere votato una volta il Front National), il maestro in pensione Justin con la vecchia compagna di giovinezza e di amori Caroline.
Improvvisamente, però, Marius lascia Jeannette e se ne va, senza dare una spiegazione, tornando a vivere nel cementificio di cui è il guardiano. Saranno i vicini di casa a riportarlo da Jeannette dopo avere scoperto che aveva perso qualche tempo prima la moglie e i figli in un incidente d'auto e per questo ha paura di iniziare una nuova vita.
Marius e Jeannette tornano insieme, questa volta per sempre. Nel poetico e commovente finale la voce fuori campo del regista anticipa che «riposeranno in pace nel piccolo cimitero dell'Estaque, dove saranno sepolti anche Dédé e Monique, Justin e Caroline, e milioni di operai sconosciuti, a cui questo film è dedicato».

## Temi, personaggi, stile
Il progetto del film nasce dalla rete televisiva La Sept Art e dall'Agat Films, casa di produzione e distribuzione di cui è socio lo stesso Guédiguian. Al Festival di Cannes 1997 è stato uno dei titoli più applauditi dal pubblico e dalla critica, ed è il film che ha dato a Guédiguian successo e visibilità internazionali.
Non è il primo, ma è probabilmente il più riuscito o comunque il più popolare film di Guédiguian sui suoi temi prediletti: le lotte quotidiane, le rare gioie, le numerose sconfitte della povera gente che soltanto con l'umanità e la solidarietà può difendersi almeno un poco da una società ostaggio dei ricchi.
I personaggi del film, che vivono in alcune case affacciate su un piccolo vicolo / cortile, costituiscono - nonostante i mille problemi e contrasti - una comunità unita, con le sue difficoltà quotidiane, i suoi drammi grandi e piccoli, ma anche le sue risate, i suoi scherzi, le sue storie d'amore. Non ci si sente soffocare in questo piccolo ambiente marginale, ma si ha l'impressione di «poterci vivere all'unisono con il resto del mondo». In fondo questo film sulle battaglie quotidiane per la sopravvivenza in un mondo fondato sul denaro è soprattutto un film d'amore, che secondo Caterina Liverani «si inserisce con facilità in quella corrente di "romanticismo d'autore" che prosperava proprio in quegli anni» e di cui è un altro esempio anche un film di un altro autore "impegnato" per eccellenza, La canzone di Carla di Ken Loach.
«Sia nell'insieme che nei particolari, quanta allegria, quanta leggerezza, quanta voglia di vivere in questo film!» (Serge Toubiana).

## Curiosità
Il cortile in cui è ambientata buona parte del film è quello di un amico del regista, il direttore di produzione Malek Hamzaoui. Guédiguian: «Sono dieci anni che abita in quella casa e quel cortile io lo conoscevo a memoria – ci avevo mangiato, bevuto, dormito – e avevo il desiderio di raccontarlo».
Nella colonna sonora si ascoltano, fra gli altri brani, il valzer Sul bel Danubio blu di Johann Strauss (che Jeannette immagina di ballare all'Estaque come se fosse Vienna), L'estate da Le quattro stagioni di Antonio Vivaldi (che già accompagnava il primo film di Guédiguian, L'ultima estate) e 'O sole mio cantata da Luciano Pavarotti. V'è anche una citazione letterario-musicale di Louis-Ferdinand Céline, quando il colto Justin dice, di Marius: «Quest'uomo non ha abbastanza musica nel cuore da far ballare la vita».
Dal film è stata tratta nel 2006 la graphic novel di Sylvain Dorange Marius et Jeannette: un conte de l'Estaque.

## Riconoscimenti
- 1997 - Premio Louis-Delluc
- 1998 - Premio César
  - Migliore attrice (Ariane Ascaride)
- 1998 - Premio Lumière
  - Miglior film